# Diccionario de Motul
El Diccionario de Motul es una obra lexicográfica de la lengua maya elaborada a finales del siglo XVI por misioneros franciscanos españoles durante el proceso de evangelización del pueblo maya de la Península de Yucatán, poco después de la conquista. Fue llamado así porque su autor, anónimo, residió en la población de Motul, Yucatán durante la elaboración de la obra.
Consta la obra de "465 folios o 930 páginas escritas con letra menuda" y es considerado el más completo de los vocabularios del idioma maya de la época colonial. El manuscrito original se encuentra en la Brown University en  Rhode Island, Estados Unidos.

## Historia
Los frailes franciscanos al llegar a Yucatán en el siglo XVI, dedicaron gran esfuerzo para entender la lengua de los indígenas mayas de la región y para hacerse entender por la población local. Su misión de evangelizadores obligaba a vencer los obstáculos de la comunicación. Realizaron, para el propósito de sistematizar su tarea, diversos manuscritos a fin de compendiar el significado de términos y expresiones locales. De tales esfuerzos por dominar la lengua y la gramática maya, pocas obras impresas se realizaron en la época y de los manuscritos que existieron, prácticamente todos se perdieron en el tiempo. Se afirma que en 1571 se imprimió el primer Vocabulario Maya compilado por Luis de Villalpando. En la misma época se imprimió El Arte de la lengua maya, mismo que años después sería corregido y aumentado por el obispo Diego de Landa. En 1684 se imprimió un diccionario maya-hispano, hispano-maya, médico-botánico, preparado por Gabriel de San Buenaventura en tres volúmenes, pero la edición se perdió. Hubo otras obras conocidas por referencias, pero prácticamente ninguna subsistió.
El Diccionario de Motul fue la obra que corrió con mejor suerte, según apreciación del mayista Alfredo Barrera Vásquez, aunque el manuscrito vigente parece no ser el original sino a su vez una copia hecha probablemente por un escriba autóctono ayudante del o de los autores, lo cual se deduce por los errores que se notan en el español. Hacia 1860 fue encontrada la copia existente en una librería de la Ciudad de México por el abate Charles Étienne Brasseur de Bourbourg, quien la compró por tres pesos mexicanos y la revendió en Estados Unidos por 150 dólares estadounidenses al coleccionista y bibliófilo John Carter Brown de Providence (Rhode Island), quien más tarde la donó a la biblioteca de la Universidad Brown, en donde se encuentra actualmente. 
En 1864, Carl Hermann Berendt hizo una copia del documento de forma manuscrita, contando 16,863 términos a los que él añadió, usando otras fuentes, otros 3,298 para integrar un volumen de 21,161 léxicos. Esta fue la copia que llevó a la primera edición impresa en el año de 1930, realizada en Mérida, Yucatán. En ella se incluye además el texto completo de El Arte de la Lengua Maya arriba mencionado, lo que enriquece la edición.
La biblioteca de Yucatán Crescencio Carrillo y Ancona tiene una copia xerigráfica del manuscrito que está en Providence, Rhode Island.

### Primera edición impresa
La primera edición impresa se realizó en Mérida el año de 1930 por obra del mayista e investigador yucateco Juan Martínez Hernández, con el patrocinio de Theodore A. Willard, americanista estadounidense y el apoyo editorial de Carlos R. Menéndez, director del Diario de Yucatán. Con la publicación de esta primera edición Martínez atribuyó a fray Antonio de Ciudad Real la autoría del diccionario, aunque algunos mayistas como Alfredo Barrera Vásquez, lo refutaron posteriormente argumentando que no existe ninguna evidencia de que el fraile franciscano de Ciudad Real haya vivido en Motul. Hubo una segunda edición en 1995 realizada por el también mayista Ramón Arzápalo.
Dice el editor Martínez Hernández en el prólogo del libro:

El objeto de la presente publicación es poner en manos de los filólogos y arqueólogos americanistas dos obras raras que les faciliten sus estudios.